# Norton Shores
Norton Shores è un comune degli Stati Uniti d'America, situato nello Stato del Michigan, nella Contea di Muskegon.